# Moorweide

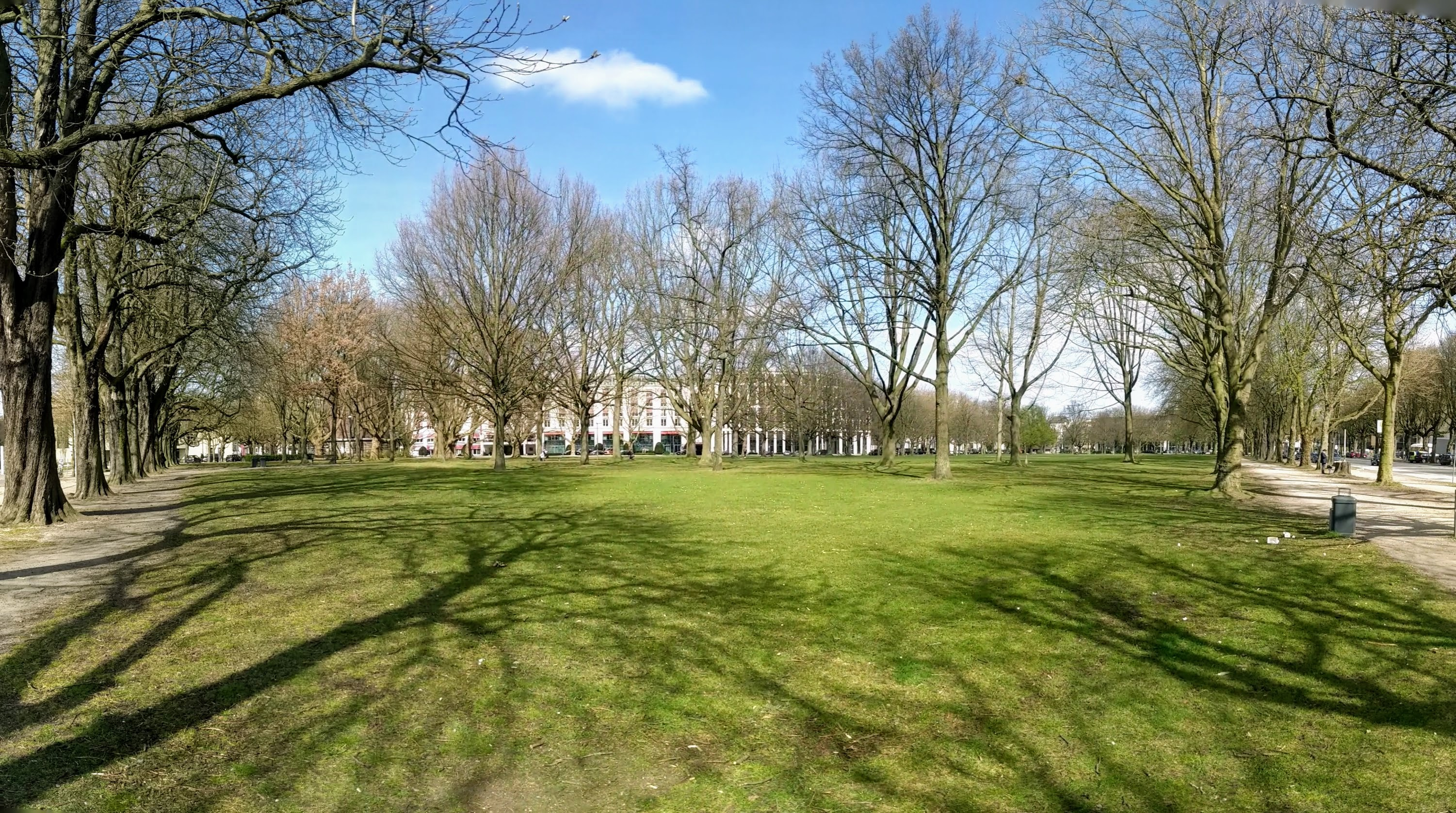
Große Moorweide, Ansicht von Süden

Die Moorweide ist eine öffentliche Grünanlage im Hamburger Stadtteil Rotherbaum, nördlich des Dammtor-Bahnhofes. Ursprünglich war sie von der Edmund-Siemers-Allee, der Moorweidenstraße, dem Mittelweg, der Neuen Rabenstraße und dem Alsterglacis begrenzt. Der Teil westlich der Rothenbaumchaussee ist seit 1919 mit dem Hauptgebäude der Universität bebaut und wird heute offiziell nicht mehr zur Moorweide im engeren Sinne gerechnet. Der verbliebene Hauptteil zwischen Rothenbaumchaussee und Mittelweg wird auch als Große Moorweide, der Streifen zwischen Mittelweg und Neuer Rabenstraße als Kleine Moorweide bezeichnet. Insgesamt ist der heutige Park ca. 4,3 Hektar groß und als „bedeutendes Gartendenkmal“ in die Hamburger Denkmalliste eingetragen.

## Geschichte

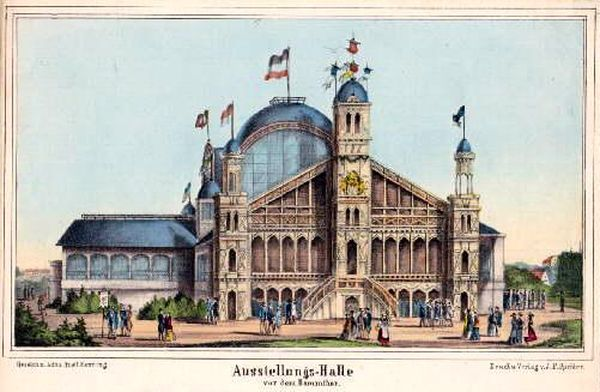
Ausstellungshalle auf der Moorweide 1881

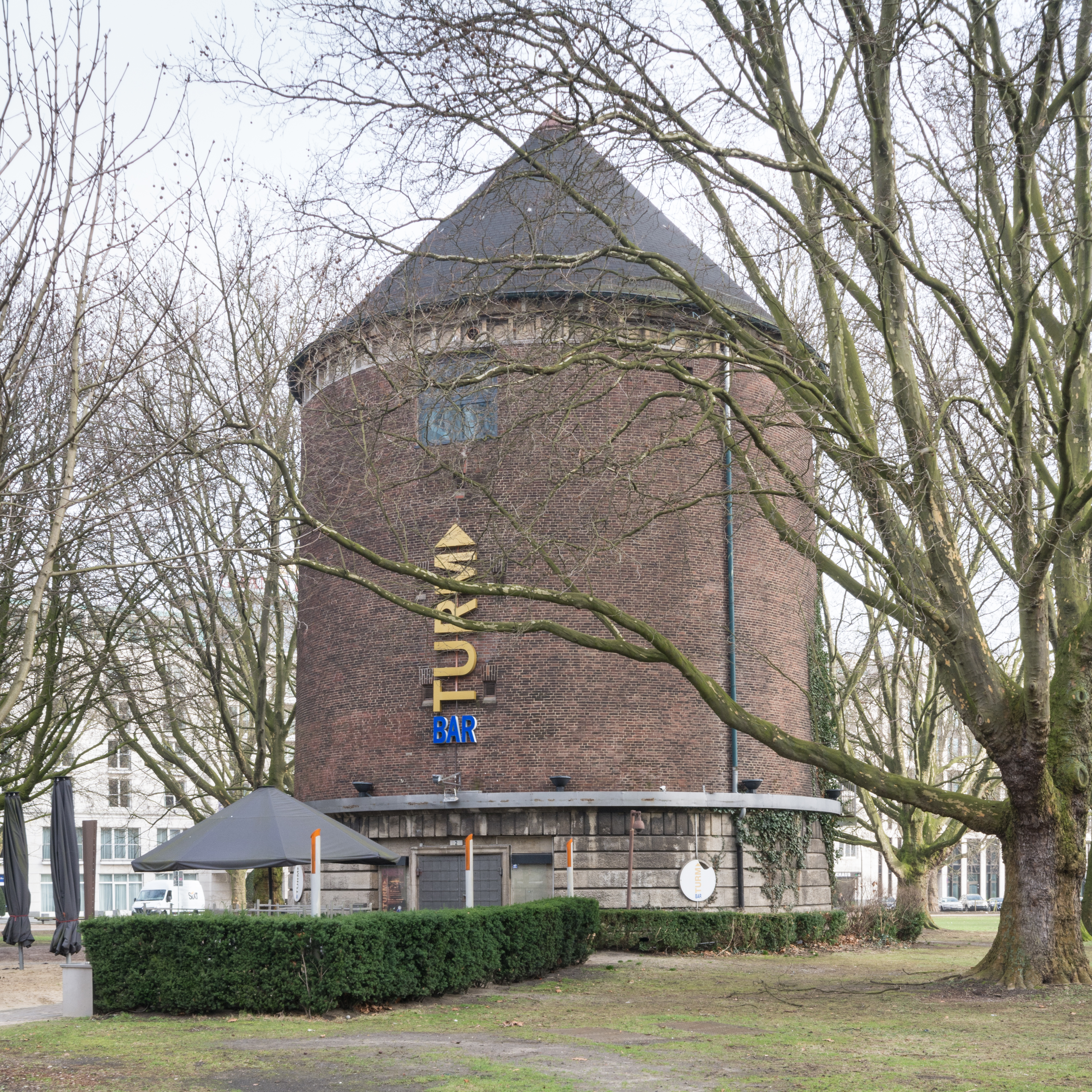
Zombeck-Bunker auf der Moorweide

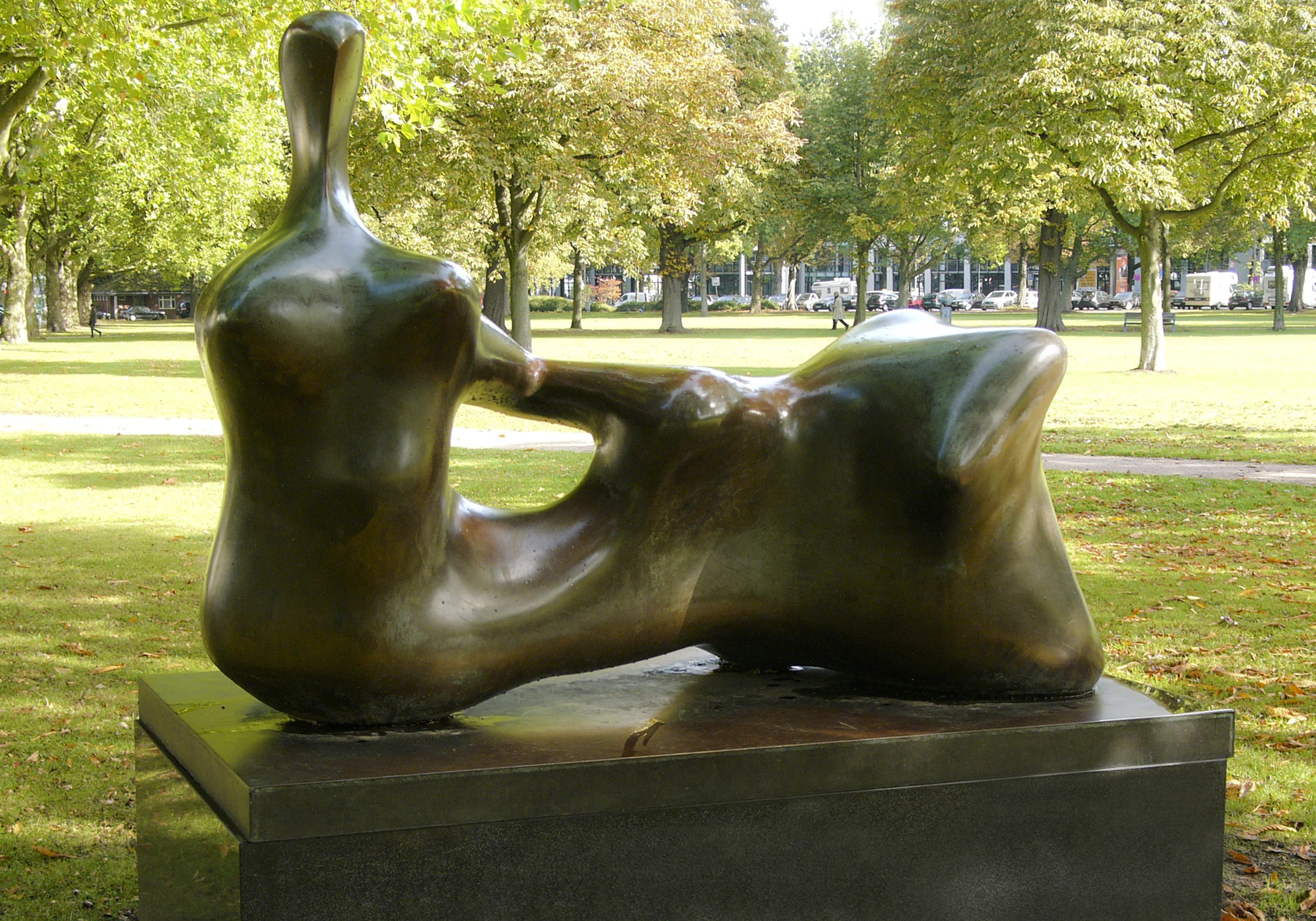
Bronze von Henry Moore Reclining Figure – Hand (1979)

Die Fläche vor dem Dammtor wurde ursprünglich als Viehweide genutzt, später diente sie als Glacis vor der Stadtbefestigung und als Exerzierplatz des Bürgermilitärs. Bei der Stadterweiterung im 19. Jahrhundert wurde der Platz mit Rücksicht auf die Villenbewohner im angrenzenden Rotherbaum bewusst freigelassen.
1881 wurde auf dem westlichen Teil der Moorweide eine Ausstellungshalle gebaut und am 14. September mit einer Ausstellung des Gartenbau-Vereins eröffnet. Die kreuzförmige Glas-Eisen-Konstruktion mit einer 46 Meter hohen Kuppel stammte aus dem Atelier von Gustave Eiffel und war zuerst auf der Pariser Weltausstellung 1878 genutzt worden. Die Halle diente für Großveranstaltungen wie das Sängerbundfest 1882, das Erste Allgemeine deutsche Kriegerfest 1883 und Carl Hagenbecks „Singhalesen-Karawane“ 1884, brannte aber 1885 fast vollständig ab und wurde 1889 endgültig abgerissen. 1911 wurde am selben Ort das von Edmund Siemers der Stadt gespendete „Vorlesungsgebäude“ eröffnet, das seit 1919 als Hauptgebäude der Universität Hamburg dient. 
Bereits seit dem Ende des 19. Jahrhunderts ist die Moorweide ein beliebter Austragungsort für politische Kundgebungen und Demonstrationen. Auch die NSDAP nutzte den Ort früh für Großveranstaltungen und Aufmärsche. Nach Beginn des Zweiten Weltkrieges 1939 wurde auf der Moorweide nahe dem Dammtor-Bahnhof einer der ersten Zombeck-Rundbunker im Stadtgebiet errichtet. Ab 1941 waren der westliche Park und die umliegenden Gebiete Sammelpunkt für Deportationen von Juden zur Vernichtung (Holocaust). Zur Erinnerung an die Opfer des NS-Regimes trägt der einstige Nordwestzipfel der Moorweide vor dem Logenhaus heute den Namen Platz der jüdischen Deportierten.
Am 1. Februar 1966 wurde auf der Moorweide unter den Kastanien parallel zum Theodor-Heuss-Platz nach dem Vorbild des Londoner Speakers’ Corner im Hyde Park eine Meckerecke für Laienredner eingerichtet. Zu Höchstzeiten kamen hier bis zu 2.000 Zuhörer zusammen. Die Stadt richtete auf Anregung der Besucher Sitzgelegenheiten und ein Podest ein. Die Meckerecke fand aber im Laufe der Zeit immer weniger Beachtung und wurde nach einem Dreivierteljahr wieder aufgegeben.
Die Moorweide wird heute für Freizeitaktivitäten und verschiedene Aktionen genutzt. Sie ist ein Naherholungsgebiet und steht in Konkurrenz zu den nahe gelegenen Wallanlagen. 
Kommerziell und kulturell sind Teile der Flächen, die der Stadt Hamburg gehören, nutzbar. Unter anderem wurde 1987 das Kunstprojekt Luna Luna dort installiert und im Sommer 2003 in einer Ausstellung Teile der Terrakotta-Armee des Kaisers von China in originalgetreuer Nachbildung gezeigt.
Sie ist auch einer der Startplätze für Heißluftballonfahrten in Hamburg und Umgebung.